# بنجامين فينتر
بنجامين فينتر (بالإنجليزية: Benjamin Winter, Sr.)‏ هو شخصية أعمال أمريكي، ولد في 1882 في وودج في بولندا، وتوفي في 16 يونيو 1944 في نيويورك في الولايات المتحدة.